# 国際大学女性連盟
国際大学女性連盟（こくさいだいがくじょせいれんめい、英: Graduate Women International、略称: GWI）は、大学を卒業した女性のための国際的な非政府組織 (NGO) である。1919年に設立され、元々は国際大学女性連盟（International Federation of University Women、略称: IFUW）として知られていた。女性の権利、平等、質の高い中等・高等教育へのアクセスを通じたエンパワーメントを推進し、世界中のすべての少女と女性が初等教育を超える教育を受けられることを目標としている。

## 歴史
GWIは、第一次世界大戦後の1919年7月11日にロンドンで設立された。設立者は、バーナード大学の学部長バージニア・ギルダースリーブ、ロンドン大学のキャロライン・スパージョン、バーミンガム大学のローズ・シドウィックで、異なる国籍の女性間の友好関係を築き、平和を促進することを目指した。創設メンバーにはカナダ、イギリス、アメリカの大学女性が含まれ、1920年の初回会議にはチェコスロバキア、フランス、イタリア、オランダ、スペインの代表も参加した。
設立当初、GWIは女性のキャリア向上や研究交流を支援するため、フェローシップの提供や女性研究者のためのクラブハウス設立を推進した。また、国際連盟（後の国際連合）を通じて女性のエンパワーメントや教育に関する活動を展開し、軍縮、女性の雇用、既婚女性の国籍問題などに取り組んだ。

## 名称変更
2015年4月、組織名は96年間の「国際大学女性連盟（IFUW）」から「国際大学女性連盟（GWI）」に変更された。これは、多様性と包摂性を重視し、現代の会員の国際的な広がりを反映するための措置である。

## 組織と活動
GWIはスイス・ジュネーブに本部を置き、60カ国の国内連盟と40カ国以上の個人会員を持つ。国連経済社会理事会の特別諮問資格を持つ9番目のNGOであり、ユネスコや国際労働機関（ILO）と公式な関係を維持している。女性の地位委員会（CSW）や女性差別撤廃条約（CEDAW）を活用し、女性の人権と男女平等を推進している。

### ガバナンス
GWIは会員制組織であり、3年ごとに総会を開催して役員や委員会を選出する。総会は毎回異なる場所で開催され、2016年は南アフリカのケープタウン、2019年はジュネーブで開催された。運営はボランティアによる7つの委員会（国際フェローシップ、財務、教育、会員、決議、ヘッグ・ホフェット基金、プロジェクト開発）が行う。

### 主なプログラム
GWIは以下のプログラムを通じて女性の教育とエンパワーメントを支援している：
- ビナ・ロイ開発パートナー（BRPID）：発展途上国の国内連盟に助成金を支給し、教育プロジェクトを支援。コンゴ民主共和国、エルサルバドル、ガーナ、インド、メキシコ、トルコなどで実施[6]。
- 農村の未来のための教師：ウガンダのブイェンデ地区で少女の教育を促進するため、女性に奨学金とメンタリングを提供し、教師養成を支援[7]。
- ツイニング・プログラム：国内連盟間の協力を通じ、特定プロジェクトのためのリソース共有を促進[8]。
- ヘッグ・ホフェット基金：戦争や政治的混乱で避難した女性大学院生や学生を対象に、専門分野への再参入を支援する短期助成金を提供[9]。

## 著名な人物
- バージニア・ギルダースリーブ（共同創設者、アメリカの学者）
- キャロライン・スパージョン（共同創設者、イギリスの文学者）
- ローズ・シドウィック（共同創設者、イギリスの歴史家）
- マリー・キュリー（フランスの科学者）
- ウィニフレッド・カリス（イギリスの医師、元会長）
- エレン・グレディッチ（ノルウェーの放射化学者）